# Свяченський заказник
Свяченський заказник — гідрологічний заказник місцевого значення. Об'єкт розташований на території Звенигородського району Черкаської області, село Тарасівка.
Площа — 7 га, статус отриманий у 1979 році.